# 40 år med kungen
40 år med kongen er en svensk dokumentarfilm fra 1947, instrueret af Gösta Werner. Filmen blev fremstillet i forbindelse med kong Gustavs 40-års regeringsjubilæum og viser kongen som såvel privat som offentlig person.